# Alioș

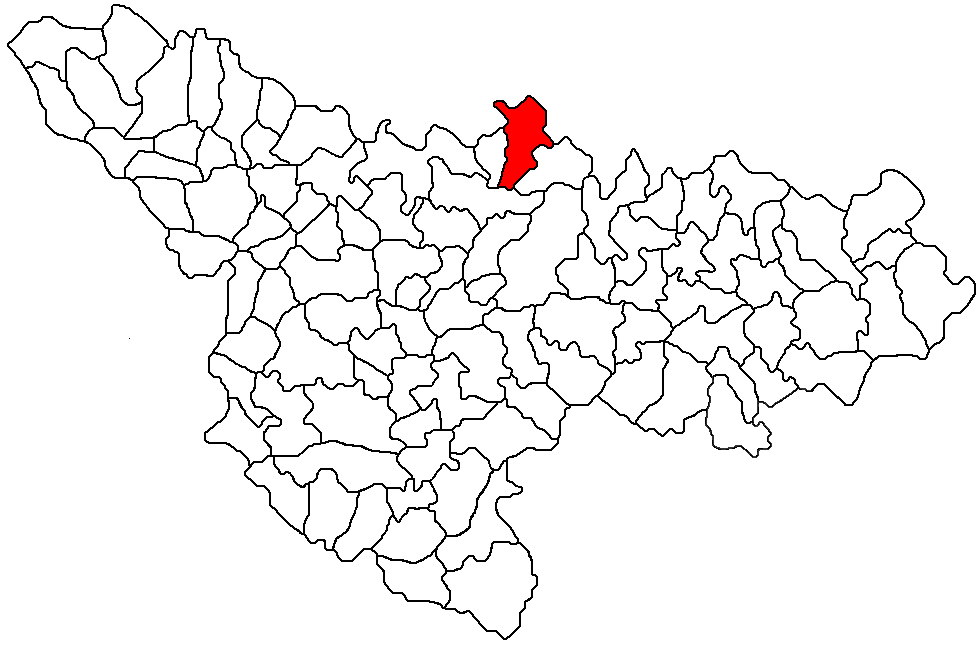
Lage der Gemeinde Mașloc im Kreis Timiș

Alioș  (bis 1924 Iliești; deutsch Aljosch, ungarisch Temesillésd) ist ein Dorf im Kreis Timiș, Banat, Rumänien. Verwaltungsmäßig gehört Alioș zur Gemeinde Mașloc (Blumenthal).

## Lage
Alioș liegt im Norden des Kreises Timiș an der Kreuzung der Landstraße Timișoara – Lipova mit der Landstraße Arad – Lugoj. Die Entfernung zu Timișoara beträgt 40 und die zu Lipova 17 Kilometer. Arad befindet sich in 24 Kilometer Entfernung. Die Bahnstation trägt den Namen Aliuș.

## Nachbarorte
| Frumușeni | Aluniș                                      | Zăbrani |
| Fiscut    | Kompassrose, die auf Nachbargemeinden zeigt | Chesinț |
| Mașloc    | Remetea Mică                                | Bogda   |

## Ortsnamen
Im Laufe der Zeit hatte der Ort verschiedene Bezeichnungen und unterschiedliche Schreibweisen derselben Ortsbezeichnung. Urkundlich belegt sind:
Helleus (1334),
Helensfalva (1335),
Ellefálva (1342),
Ellesfálva (1561),
Ellisofálva und Illesfálva nach dem Gründer Illes,
Alleosch (1723) in der Landeskonskription von Claudius Florimund Mercy,
Aleus (1768) in rumänischen Kirchenbüchern,
Aleyusch (1780) in den Reisebeschreibungen von Francesco Griselini,
Allios (1828–1850), 
Alios (1851–1903), 
Temesillésd (1903–1918), 
Alioș (1919–1923),
Iliești (1924) und
Alioș (seit 1925).

## Geschichte
Eine erste urkundliche Erwähnung des Ortes stammt aus dem Jahr 1306. Jedoch gab es auf dem Gebiet des heutigen Alioș schon zur Römerzeit eine menschliche Besiedlung. Reste der Römerschanzen (Vallum romanum) und Reste einer alten Burg bezeugen dies. 
Die Entstehung des Dorfes verlief in zwei Etappen. Das alte Dorf war ein Haufendorf. Im Jahr  1770 wurde das neue Dorf in Schachbrettform angelegt. Die Grundrisse der beiden Dorfanlagen sind im Banater Museum ausgestellt.
Alioș war schon immer ein mehrheitlich rumänisches Dorf. Die erste rumänisch-orthodoxe Kirche wurde 1768 gebaut und eingeweiht.
Im 19. Jahrhundert kamen aus den benachbarten Dörfern durch Binnenwanderung auch Deutsche nach Alioș. Die Zuwanderer kamen aus den damals deutschen Dörfern Guttenbrunn, Glogowatz, Gottlob, Neupanat, Baumgarten, Ebendorf, Blumenthal und anderen. Die deutschen Katholiken bauten 1908/1909 eine römisch-katholische Kirche. Die beiden Kirchen sind die bedeutendsten Bauwerke in Alioș.
Am 4. Juni 1920 wurde das Banat infolge des Vertrags von Trianon dreigeteilt. Der größte, östliche Teil, zu dem auch Aliosch gehörte, fiel an Rumänien.
Infolge des Waffen-SS Abkommens vom 12. Mai 1943 zwischen der Antonescu-Regierung und Hitler-Deutschland wurden alle deutschstämmigen wehrpflichtigen Männer in die deutsche Armee eingezogen. 
Noch vor Kriegsende, im Januar 1945, fand die Deportation aller volksdeutschen Frauen zwischen 18–30 und Männer im Alter von 16–45  zur Aufbauarbeit in die Sowjetunion statt.
Das Bodenreformgesetz vom 23. März 1945, das die Enteignung der deutschen Bauern in Rumänien vorsah, entzog der ländlichen Bevölkerung die Lebensgrundlage. Der enteignete Boden wurde an Kleinbauern, Landarbeiter und Kolonisten aus anderen Landesteilen verteilt. Durch das Nationalisierungsgesetz vom 11. Juni 1948, das die Verstaatlichung aller Industrie- und Handelsbetriebe, Banken und Versicherungen vorsah, fand die Enteignung aller Wirtschaftsbetriebe unabhängig von der ethnischen Zugehörigkeit statt.

## Wirtschaft
Die vorwiegend rumänischen Bauern beschäftigten sich mit Ackerbau, Wein- und Obstbau sowie Tierzucht. 
Das Handwerk war durch Schmiede, Schlosser, Schneider, Spengler, Maurer, Fleischer und Schuhmacher vertreten. Die Handwerker im Dorf gehörten allesamt der deutschen Minderheit an. 
Im 20. Jahrhundert gab es in Alioș eine Ölmühle, zwei Molkereien, eine Getreidemühle, vier Kaufläden und zwei Gaststätten. 
Nach der Kollektivierung der Landwirtschaft im Jahr 1952 war die Landwirtschaftliche Produktionsgenossenschaft der wichtigste Arbeitgeber im Ort.